# Солт-Плейнс 195
Солт-Плейнс 195 (англ. Salt Plains 195) — індіанська резервація в Канаді, у  Північно-західних територіях.

## Населення
За даними перепису 2016 року, індіанська резервація не мала постійного населення.

## Клімат
Середня річна температура становить -2,5°C, середня максимальна – 20,3°C, а середня мінімальна – -30,5°C. Середня річна кількість опадів – 355 мм.
| Клімат поселення                              | Клімат поселення | Клімат поселення | Клімат поселення | Клімат поселення | Клімат поселення | Клімат поселення | Клімат поселення | Клімат поселення | Клімат поселення | Клімат поселення | Клімат поселення | Клімат поселення | Клімат поселення |
| Показник                                      | Січ.             | Лют.             | Бер.             | Квіт.            | Трав.            | Черв.            | Лип.             | Серп.            | Вер.             | Жовт.            | Лист.            | Груд.            |                  |
| Середній максимум, °C                         | −17,8            | −13,63           | −6,42            | 5,68             | 14,23            | 20,28            | 20,20            | 18,30            | 11,90            | 3,89             | −7,9             | −17,26           |                  |
| Середня температура, °C                       | −24,14           | −19,98           | −12,77           | −0,67            | 7,90             | 13,90            | 16,36            | 14,40            | 8,00             | 0,00             | −11,78           | −21,14           |                  |
| Середній мінімум, °C                          | −30,49           | −26,33           | −19,12           | −7,02            | 1,55             | 7,59             | 12,49            | 10,55            | 4,16             | −3,87            | −15,65           | −25,01           |                  |
| Норма опадів, мм                              | 18               | 14               | 14               | 14               | 29               | 46               | 55               | 52               | 40               | 30               | 25               | 18               |                  |
| Середньомісячна швидкість вітру, м/с          | 2.70             | 2.80             | 3.20             | 3.42             | 3.50             | 3.20             | 3.00             | 3.00             | 3.20             | 3.30             | 3.10             | 2.70             |                  |
| Середньомісячна сонячна радіація, кДж/м²·день | 1566             | 4321             | 10042            | 16696            | 20622            | 22205            | 20460            | 15803            | 9607             | 4475             | 1736             | 923              |                  |
| --------------------------------------------- | ---------------- | ---------------- | ---------------- | ---------------- | ---------------- | ---------------- | ---------------- | ---------------- | ---------------- | ---------------- | ---------------- | ---------------- | ---------------- |
| Джерело:                                      |                  |                  |                  |                  |                  |                  |                  |                  |                  |                  |                  |                  |                  |